# Mongólia vasúti közlekedése
Mongólia vasúthálózatának hossza 1810 km, 1520 mm nyomtávú.
Mongólia vasúti közlekedésének gerincét az Oroszországot (Ulan-Ude) Kínával (Peking) összekötő Transzmongol vasútvonal (mely a fővároson, Ulánbátoron is áthalad), valamint az erről a vonalról induló mellékvonalak (a legfontosabb az Erdenetbe vezető vonal) adják. Ezenkívül még egy vasútvonal létezik az országban, amely a kelet-mongóliai Csojbalszan városába vezet Oroszországból.

## Vasúti kapcsolata más országokkal
- Kína - van, eltérő a nyomtávolság (1520 mm / 1435 mm)
- Oroszország - van, azonos nyomtávolság